# 현대운수
현대운수(現代運輸)는 강원특별자치도 양구군의 농어촌버스 회사로, 본사 및 차고지는 강원특별자치도 양구군 양구읍 박수근로285번길 15(정림리 145-4번지)에 있다.

## 연혁
- 1973년 8월 1일 : 회사 설립
- 1997년 9월 11일 : 현 위치인 강원도 양구군 양구읍 정림리로 이전

## 차량
자일대우 레스타, 현대 E-에어로타운, 현대 카운티 뉴 브리즈로 운행한다.